# Stenamoebidae
Famille
Les Stenamoebidae sont une famille d'amibes de l’ordre des Thecamoebida (classe des Discosea).

## Étymologie
Le nom de la famille vient du genre type Stenamoeba, dérivé du grec στενός / stenós, « chétif, étroit », et ἀμοιβή / amoeba, « échange », par allusion aux amibes, littéralement « amibe chétive ».

## Description
Les espèces du genre type Stenamoeba sont des amibes étroites, oblongues, linguliformes, avec une grande surface hyaline antérieure, occupant environ la moitié de la cellule. Elles présentent fréquemment plusieurs crêtes longitudinales parallèles et quelques plis latéraux, mais les crêtes ne sont jamais stables pendant une longue période. Dans les cellules locomotrices, le noyau unique maintient généralement sa position à la frontière entre le granuloplasme et le hyaloplasme. Elles forment des cystess à paroi unique. Leur glycocalyx est mince et amorphe.
Le genre Sappinia, dans sa forme locomotrice, est une amibe lisse, d'environ 63 µm de longueur. Ses cellules ont tendance à avoir une à quatre paires de noyaux. Les kystes matures sont uninucléés ou binucléés. Le cycle de vie de cette amibe impliquerait des processus sexuels dans la phase kystique. Une espèce aurait des kystes pédonculés ou des stades de repos. Au niveau ultrastructurel, le revêtement de surface est comme un glycocalyx épais.

## Liste des genres
Selon IRMNG (25 décembre 2024) :
- Sappinia Dangeard, 1896
- Stenamoeba Smirnov, Nassonova, Chao & Cavalier-Smith, 2007 genre type
  - Espèce type : Stenamoeba stenopodia Smirnov, Nassonova, Chao, et Cavalier-Smith, 2007[1]

Selon The Taxonomicon (25 décembre 2024) :
- Sappinia Dangeard, 1896
- Stenamoeba Smirnov, Nassonova, Chao & Cavalier-Smith, 2007
- Thecamoeba Fromentel, 1874

## Systématique
Le nom valide de ce taxon est Stenamoebidae Cavalier-Smith, 2016. Cette famille a été définie par Thomas Cavalier-Smith dans une publication coécrite avec Ema Chao (d) et Rhodri Lewis (d).

### Publication originale
- (en) Thomas Cavalier-Smith, Ema E. Chao et Rhodri Lewis, « 187-gene phylogeny of protozoan phylum Amoebozoa reveals a new class (Cutosea) of deep-branching, ultrastructurally unique, enveloped marine Lobosa and clarifies amoeba evolution », Molecular Phylogenetics and Evolution, États-Unis, vol. 99,‎ juin 2016, p. 275-296 (ISSN 1055-7903, e-ISSN 1095-9513, DOI 10.1016/j.ympev.2016.03.023, lire en ligne, consulté le 25 décembre 2024).